# Kannō
Kannō (japanska: 観応?, Kan'nō, även Kan'ō), 1350–1352, är en kort period i den japanska tideräkningen, vid det delade Japans norra tron. Kanō infaller under södra tronens Shōhei och varar mellan den fjärde månaden (enligt den japanska månkalendern) 1350 och den elfte månaden 1352.  Kejsare vid den norra tronen var Sukō och shogun var Ashikaga Takauji.
Namnet på perioden är hämtat från ett citat av Zhuang Zi (玄古之君、天下無為也、疏曰、以虚通之理、観応物之数、而无為).